# Eidgenössische Volksinitiative «Keine Spekulation mit Nahrungsmitteln!»
Die eidgenössische Volksinitiative «Keine Spekulation mit Nahrungsmitteln!» ist eine Volksinitiative der Jungsozialisten (JUSO), über die am 28. Februar 2016 abgestimmt wurde. Die Initiative wurde von Volk und Ständen verworfen.

## Initiative

### Einreichung
Die Initiative wurde am 24. März 2014 mit 115.942 gültigen Stimmen eingereicht.

### Inhalt
Die Volksinitiative verlangte, gewisse spekulative Geschäfte mit Finanzinstrumenten, die sich auf Agrarprodukte beziehen, zu verbieten. Der Bund sollte sich zudem dafür einsetzen, solche Geschäfte auf internationaler Ebene zu bekämpfen. Damit wollten die Initianten spekulative Geschäfte mit Nahrungsmitteln begrenzen und stabilere Preise auf den internationalen Agrarmärkten erreichen. Dadurch sollte insbesondere die Ernährungslage in Entwicklungsländern verbessert werden.

### Wortlaut
I

Die Bundesverfassung wird wie folgt geändert:

Art. 98a (neu) Bekämpfung der Spekulation mit Agrarrohstoffen und Nahrungsmitteln

1 Der Bund erlässt Vorschriften zur Bekämpfung der Spekulation mit Agrarrohstoffen und Nahrungsmitteln. Dabei beachtet er folgende Grundsätze:

a. Banken, Effektenhändler, Privatversicherungen, kollektive Kapitalanlagen und ihre mit der Geschäftsführung und Vermögensverwaltung befassten Personen, Einrichtungen der Sozialversicherung, andere institutionelle Anleger und unabhängige Vermögensverwalter mit Sitz oder Niederlassung in der Schweiz dürfen weder für sich noch für ihre Kundschaft und weder direkt noch indirekt in Finanzinstrumente investieren, die sich auf Agrarrohstoffe und Nahrungsmittel beziehen. Dasselbe gilt für den Verkauf entsprechender strukturierter Produkte.

b. Zulässig sind Verträge mit Produzenten und Händlern von Agrarrohstoffen und Nahrungsmitteln über die terminliche oder preisliche Absicherung bestimmter Liefermengen.

2 Der Bund sorgt für einen wirksamen Vollzug der Vorschriften. Dabei beachtet er folgende Grundsätze:

a. Aufsicht- sowie Strafverfolgung und -beurteilung sind Sache des Bundes.

b. Fehlbare Unternehmen können unabhängig von Organisationsmängeln direkt bestraft werden.

3 Der Bund setzt sich auf internationaler Ebene dafür ein, dass die Spekulation mit Agrarrohstoffen und Nahrungsmitteln weltweit wirksam bekämpft wird.

II

Die Übergangsbestimmungen der Bundesverfassung werden wie folgt geändert:

Art. 197 Ziff. 10 (neu)

10. Übergangsbestimmung zu Art. 98a (Bekämpfung der Spekulation mit Agrarrohstoffen und Nahrungsmitteln)

Treten innerhalb von drei Jahren nach Annahme von Artikel 98a durch Volk und Stände die entsprechenden gesetzlichen Bestimmungen nicht in Kraft, so erlässt der Bundesrat die nötigen Ausführungsbestimmungen auf dem Verordnungsweg; diese gelten bis zum Inkrafttreten der gesetzlichen Bestimmungen.

## Argumentation

### Pro
Die Jungsozialisten und Befürworter der Initiative sind der Ansicht, dass Spekulationen mit Nahrungsmitteln die Nahrungsmittelpreise zusätzlich in die Höhe treiben. Es wird argumentiert, dass diese von Spekulationen verursachten teuren Preise zu einer Zunahme des Welthungers führen und daher verboten werden müssten. Reine Termingeschäfte sowie auch der Handel von Agrar-Rohstoffen wäre weiterhin erlaubt. Jedoch sollen branchenfremde Investoren und Spekulanten aus den Terminmärkten ausgeschlossen werden. 

Jean Ziegler, in seiner Rolle als UNO-Sonderberichterstatter für das Recht auf Nahrung, spricht sich für die Annahme der Initiative aus. Er sieht in der Spekulation nicht den einzigen, aber den wichtigsten Grund für steigende Nahrungsmittelpreise.

### Contra
Die Gegner der Initiative halten das Verbot für den falschen Weg. Argumentiert wird, dass die Spekulation mit Nahrungsmitteln die Preise nicht oder kaum in die Höhe treibe. Es wird davon ausgegangen, dass sich die Spekulation mit Nahrungsmitteln positiv auf den Markt auswirke und die Preise bei Grundnahrungsmitteln sogar stabilisiert.

## Volksabstimmung
Der Bundesrat und die Bundesversammlung empfahlen Volk und Ständen, die Initiative abzulehnen.
Die Schweizer Stimmberechtigten stimmten am 28. Februar 2016 über die Initiative ab. Die Initiative wurde mit einer Mehrheit von 59,9 % der Abstimmenden abgelehnt. Ebenso stimmte die Mehrheit der Kantone dagegen. Lediglich in den Kantonen Basel-Stadt und Jura gab es eine knappe Mehrheit für die Initiative.

Ergebnisse nach Kantonen

| Kanton                           | Ja (%) | Nein (%) | Beteiligung (%) |
| -------------------------------- | ------ | -------- | --------------- |
| Aargau                           | 37,6   | 62,4     | 64,3            |
| Appenzell Ausserrhoden           | 38,4   | 61,6     | 66,6            |
| Appenzell Innerrhoden            | 32,6   | 67,4     | 59,6            |
| Basel-Landschaft                 | 40,4   | 59,6     | 63,4            |
| Basel-Stadt                      | 50,4   | 49,6     | 66,6            |
| Bern                             | 41,6   | 58,4     | 61,0            |
| Freiburg                         | 40,1   | 59,5     | 63,6            |
| Genf                             | 45,5   | 54,5     | 55,4            |
| Glarus                           | 37,5   | 62,5     | 57,9            |
| Graubünden                       | 38,1   | 61,9     | 61,0            |
| Jura                             | 50,5   | 49,5     | 55,3            |
| Luzern                           | 35,9   | 64,1     | 68,0            |
| Neuenburg                        | 45,6   | 54,4     | 57,6            |
| Nidwalden                        | 30,8   | 69,2     | 73,6            |
| Obwalden                         | 31,5   | 68,5     | 73,6            |
| Schaffhausen                     | 44,0   | 56,0     | 75,8            |
| Schwyz                           | 33,4   | 66,6     | 68,9            |
| Solothurn                        | 40,2   | 59,8     | 64,1            |
| St. Gallen                       | 37,3   | 62,7     | 62,5            |
| Tessin                           | 41,8   | 58,2     | 68,0            |
| Thurgau                          | 38,3   | 61,7     | 59,7            |
| Uri                              | 35,8   | 64,2     | 73,3            |
| Waadt                            | 43,5   | 56,5     | 58,5            |
| Wallis                           | 36,1   | 63,9     | 63,3            |
| Zug                              | 32,1   | 67,9     | 69,9            |
| Zürich                           | 40,4   | 59,6     | 65,0            |
| Schweizerische Eidgenossenschaft | 40,1   | 59,9     | 60,16           |